# 上座部佛教与大乘佛教的基本共识
《上座部佛教与大乘佛教的基本共识》是一份重要的佛教普世宣言，发表于1967年世界佛教僧伽会（WBSC）的第一次会议。由已故的WBSC创办者及秘书长 Pandita Pimbure Sorata 长老，邀请化普乐·罗睺罗尊者拟定一份联合了所有不同佛教传统的简要条文，此文已由世界佛教僧伽会一致通过。

## 原文
|  | 1. 佛陀是我们唯一的导师； 2. 我们都皈依佛陀、佛法和僧团； 3. 我们都不相信世界是由神所创造和管治的； 4. 我们都认同人生的目标是：对所有众生培育无差别的慈悲，为众生的利益、快乐与和平而努力，并培育能导向究竟真理的智慧； 5. 我们都接受四圣谛，亦即是苦，苦因，苦灭，灭苦之道，以及缘起法则； 6. 一切有为法是无常、苦的，及一切有为法和无为法是无我的； 7. 我们都接受三十七菩提分法是佛陀所教导的导向觉悟之道的分别述说； 8. 达至觉悟和解脱有三种：声闻、独觉、正自觉；我们都认同菩萨行和成就正自觉以拯救众生是最高、最神圣和最英勇的； 9. 我们认同，对于佛教，不同的国家有着不同的信仰和修习方式，但这些外在形式和表现不可与佛陀教导的基本教义混为一谈。 |

## 展开解说
1981年，化普乐·罗睺罗提供了对上述九条共识的可作为替代的重新阐述与解说：
1. 无论任何佛教派別、教派或系统的佛教徒，我们都认同釋迦牟尼是教导我们的导师；
2. 我们都皈依三寶：佛陀、佛法 和僧团；
3. 无论是上座部佛教还是大乘佛教，我们都不相信这个世界是由神和他的意志所创造和管治的；
4. 佛陀，我们的导师，是大慈悲、大智慧的体现者，以他作为榜样，我们都认同人生的目标是：对所有众生培育无差别的慈悲，为众生的利益、快乐与和平而努力，并培育能导向究竟真理的智慧；
5. 我们都接受佛陀教导的四諦，即是：
  - 苦，是生存于世间的事实，众生皆处于逼迫、无常、不圆满、不舒适、充满矛盾的困境之中；
  - 苦因，是苦生起的事实，由于以虚幻不实的自我为中心而自私自利，苦即生起；
  - 苦灭，即由自我为中心而自私自利所造成的困境，是可以完全根除，达到释放、解脱、自在的事实；
  - 灭苦之道，即解脱可经由实践称为中道的八聖道分，导向完美的道德行为（尸羅）、经训练的心（三昧）、智慧解脱（慧）；
6. 我们都接受缘起法则所教导的世间因果律，因此，我们认为每一事物都是相对的、相互依存的、相互关联的；并且世间无一事物是绝对的、永久的与永恒的；
7. 根据佛陀的教导，我们都理解：一切有為法是無常、苦的，及一切有为法和无为法是無我的，諸行的三相；
8. 我们都接受三十七菩提分法是佛陀所教导的导向觉悟之道的分别述说，即是：
  - 四念处；
  - 四正勤；
  - 四神足；
  - 五根；
  - 五力；
  - 七觉支；
  - 八圣道；
9. 达至覺和解脫有三种：阿羅漢、辟支佛、佛；我们都认同菩薩行和成就正自觉以拯救众生是最高、最神圣和最英勇的；但是，这三种觉悟和解脱并无不同，如大乘佛教的《解深密經》所言：“诸声闻乘种性有情，亦由此道此行迹故，证得无上安隐涅槃；诸独觉乘种性有情，诸如来乘种性有情，亦由此道此行迹故，说得无上安隐涅槃；一切声闻独觉菩萨，皆共此一妙清净道，皆同此一究竟清净，更无第二。我依此故，密意说言：唯有一乘。”；
10. 我们认同，不同的国家有着不同的僧人的生活方式，大众化的教徒信仰和修习方式，不同的仪式、仪轨和典礼，不同的风俗习惯等，但这些外在的形式和表现不可与佛陀教导的基本教义混为一谈。